# Мечеть Кербалаи Абдуллы
Мечеть Кербелаи Абдуллы (азерб. Kərbəlayi Abdulla məscidi) — мечеть и историко-архитектурный памятник, расположенный в городе Баку, на улице Диляры Алиевой, 155. Была построена в 1894 году по заказу благотворителя Абдуллы Зарбалиева.
После восстановления независимости Азербайджана постановлением Кабинета министров Азербайджанской Республики от 2 августа 2001 года № 132 мечеть была включена в список недвижимых памятников истории и культуры местного значения.

## Описание
Согласно каменной надписи на воротах мечети Кербелаи Абдуллы, она была построена в 1336 году по календарю Хиджры (1918 год). Однако надпись над входной дверью гласит, что дата строительства — 1311 год по календарю Хиджры (1894 год). Мечеть была построена по заказу мецената, члена Бакинской городской думы Абдуллы Зарбалиева.
После советской оккупации Азербайджана в 1928 году советские власти официально начали борьбу с религией. В декабре того же года ЦК КП Азербайджана передал многие мечети, церкви и синагоги на баланс клубов для использования в просветительских целях. Если в 1917 году в Азербайджане было 3000 мечетей, то в 1927 году их было 1700, а в 1933 году — 17. Один из ахундов мечети Кербелаи Абдулла того периода был повешен на растущей неподалеку иве, а другой был сослан. Поначалу мечеть использовалась как жилье, но позже здесь действовали картонная фабрика, склад и художественный цех Русского драматического театра.
В 1992 году, после восстановления независимости Азербайджана, по инициативе местных жителей деятельность мечети была восстановлена. Постановлением Кабинета министров Азербайджанской Республики № 132 от 2 августа 2001 года мечеть была внесена в список недвижимых памятников истории и культуры местного значения.
В мечети действует зарегистрированная в Государственном комитете по работе с религиозными структурами Азербайджана религиозная община «Мечеть Кербелаи Абдуллы».

## Архитектурные особенности
Мечеть, построенная из цельных камней, не имеет ни купола, ни минарета. Вход в зал для омовения и женский молитвенный зал раздельный и снаружи. Площадь молельного зала составляет 170 м².